# Alessandro Naccarato
Alessandro Naccarato (Bologna, 19 maggio 1969) è un politico italiano.

## Biografia
Nato a Bologna il 19 maggio 1969, consegue il diploma di liceo classico e la laurea in Storia. Si occupa di storia della Resistenza e delle organizzazioni sindacali. Insegna Lettere e storia.
Nel 1993 è eletto in Consiglio Comunale a Padova con i DS di cui diventa capogruppo. Nel 2006 è eletto alla camera e nel 2008 viene rieletto.
Nel 2007 diventa Segretario dei DS del Veneto, facendo poi parte dell'Esecutivo regionale del PD veneto come coordinatore e responsabile della sicurezza.
È membro della commissione Affari costituzionali e della commissione bicamerale Schengen.
Alle elezioni politiche del 2013 è candidato alla Camera dei deputati nella posizione numero due della lista PD nella circoscrizione Veneto I.